# 쿵푸 팬더: 전설의 마스터
《쿵푸 팬더: 전설의 마스터》(쿵푸 팬더: 傳說의 마스터, 영어: Kung Fu Panda: Legends of Awesomeness)는 미국 니켈로디언의 애니메이션 시리즈이다.

## 목소리 출연
- 믹 윙거트 - 포
- 프레드 태터쇼어 - 시푸
- 카리 월그런 - 티그리스
- 루시 류 - 바이퍼
- 제임스 시 - 몽키
- 제임스 홍 - 미스터 핑